# Рильково
Рильково (рос. Рыльково) — село у Можайському районі Московської області Російської Федерації

## Розташування
Село Рильково входить до складу міського поселення Можайськ, воно розташовано на південь від Можайська. Найближчі населені пункти Отяково, Строїтель, Кожухово. Найближча залізнична станція Можайськ.

## Населення
Станом на 2006 рік у селі проживало 39 осіб, а в 2010 — 70 осіб.